# Monowarstwa
Monowarstwa to inaczej warstwa monomolekularna (warstwa jednocząsteczkowa) lub warstwa monoatomowa – warstwa o grubości odpowiadającej średnicy jednej cząsteczki (lub atomu), przez co uznaje się je za istniejące w wymiarze dwuwymiarowym. Szczególnym rodzajem monowarstwy jest monowarstwa Langmuira, utworzona zazwyczaj przez amfifilowe cząsteczki na granicy powierzchni wody i powietrza. 
Pierwszym pierwiastkiem, z którego uzyskano monowarstwę był węgiel, jednakże grafen nie posiada przerwy energetycznej, przez co nie znajduje zastosowania jako półprzewodnik. Półprzewodnikami monowarstwowymi są dichalkogenki, np. MoSe2 - diselenek molibdenu i MoS2 disiarczek molibdenu. Zastosowaniem wymienionych disiarczków może być budowa paneli słonecznych - zastąpić mogą grubszą warstwę krzemowych ogniw słonecznych.